# Leucochlaena turatii
Leucochlaena turatii is een vlinder uit de familie uilen (Noctuidae). De wetenschappelijke naam is voor het eerst geldig gepubliceerd in 1931 door Schawerda.
De soort komt voor in Europa.